# Soriano Romero
Soriano Romero fue un docente argentino que ocupó interinamente el cargo de gobernador del entonces Territorio Nacional de Misiones.

## Biografía
Ya que los gobernadores eran designados por decreto presidencial, en muchos casos las designaciones se hacían fuera de término, por lo que la fecha de fin de mandato de un gobernador no conbinaba con la del comienzo del sucesor. Para cubrir este intervalo se designaba interinamente a algún funcionario de la Casa de Gobierno en Posadas.
Romero cumplía cargos de funcionario allí y debió reemplazar al coronel Gregorio López, asumiendo como gobernador interino entre el 1º de diciembre de 1916 y el 23 de mayo de 1917.